# Microsoft Schedule Plus
Microsoft Schedule Plus o Microsoft Schedule+ è stato un software prodotto dalla Microsoft.

## Descrizione
Era un programma per la gestione degli appuntamenti in un'agenda elettronica.
Originariamente faceva parte di Microsoft Mail, poi di Microsoft Exchange, quindi di Microsoft Office 95, poi di Microsoft Exchange Client, Windows Messaging e Microsoft Exchange Server. Sostituito da Outlook 97, non è più incluso nella suite Office a partire dalla versione 2007; era stato mantenuto fino a Office 2003 per motivi di retrocompatibilità.

## Versioni
- 1992 Schedule Plus 1.0 per Windows 3.11 e Macintosh
- 1995 Schedule Plus 7 per Windows 95 e Macintosch
- 1996 Schedule Plus 7.5 per Office 97 e programmi relativi superiori.